# Dimo Wache
Dimo Wache, född 1 november 1973, är en tysk före detta fotbollsmålvakt. Han spelade under 15 år i Mainz 05, mellan år 1995 och 2010.